# Angoville-sur-Ay
Angoville-sur-Ay é uma ex-comuna francesa na região administrativa da Normandia, no departamento Mancha. Estendeu-se por uma área de 6,73 km². Em 2010 a comuna tinha 256 habitantes (densidade: 38 hab./km²).
Em 1 de janeiro de 2016 foi fundida na comuna de Lessay.